# Nueva Alcarria
Nueva Alcarria es un periódico español, de carácter bisemanal, editado en Guadalajara, líder en prensa local.

## Historia
Fue fundado el 15 de julio de 1939 bajo el título de Nueva España, si bien cuarenta y cuatro días después adoptaría el definitivo de Nueva Alcarria. Originalmente se editó como semanario. Fundado por FET y de las JONS, durante algún tiempo llegó a ejercer como órgano provincial del «Movimiento». Con posterioridad cambiaría de propietario y línea editorial. En la actualidad se publica con carácter bisemanal y dispone de una edición digital diaria.